# Джеймстаун (Північна Дакота)
Джеймстаун (англ. Jamestown) — місто (англ. city) в США, в окрузі Статсмен штату Північна Дакота. Населення — 15 849 осіб (2020).

## Географія
Джеймстаун розташований за координатами 46°54′25″ пн. ш. 98°41′42″ зх. д. / 46.90694° пн. ш. 98.69500° зх. д. (46.907081, -98.695137).  За даними Бюро перепису населення США в 2010 році місто мало площу 33,35 км², з яких 33,24 км² — суходіл та 0,11 км² — водойми.

### Клімат
| Клімат : Джеймстаун                                                  | Клімат : Джеймстаун | Клімат : Джеймстаун | Клімат : Джеймстаун | Клімат : Джеймстаун | Клімат : Джеймстаун | Клімат : Джеймстаун | Клімат : Джеймстаун | Клімат : Джеймстаун | Клімат : Джеймстаун | Клімат : Джеймстаун | Клімат : Джеймстаун | Клімат : Джеймстаун | Клімат : Джеймстаун |
| Показник                                                             | Січ.                | Лют.                | Бер.                | Квіт.               | Трав.               | Черв.               | Лип.                | Серп.               | Вер.                | Жовт.               | Лист.               | Груд.               | Рік                 |
| Абсолютний максимум, °C                                              | 11,7                | 17,8                | 26,7                | 34,4                | 35,0                | 36,7                | 40,0                | 41,1                | 38,9                | 32,8                | 21,7                | 16,1                | 41,1                |
| Середній максимум, °C                                                | −7,1                | −3,9                | 2,8                 | 13,1                | 20,3                | 25,1                | 28,3                | 27,7                | 21,6                | 13,3                | 2,8                 | −5,1                | 11,6                |
| Середній мінімум, °C                                                 | −17,1               | −14,1               | −7,3                | −0,3                | 6,4                 | 12,0                | 14,7                | 13,4                | 7,8                 | 1,0                 | −7                  | −14,2               | −0,4                |
| Абсолютний мінімум, °C                                               | −37,8               | −35,6               | −33,9               | −21,1               | −11,1               | −1,1                | 1,7                 | 1,7                 | −7,8                | −14,4               | −29,4               | −34,4               | −37,8               |
| Норма опадів, мм                                                     | 13                  | 11                  | 23                  | 29                  | 70                  | 88                  | 84                  | 53                  | 57                  | 43                  | 16                  | 11                  | 498                 |
| Днів з дощем                                                         | 2                   | 1                   | 2                   | 3                   | 5                   | 6                   | 5                   | 4                   | 3                   | 2                   | 1                   | 1                   | 42                  |
| -------------------------------------------------------------------- | ------------------- | ------------------- | ------------------- | ------------------- | ------------------- | ------------------- | ------------------- | ------------------- | ------------------- | ------------------- | ------------------- | ------------------- | ------------------- |
| Джерело: NOAA, WeatherBase (rain days) and Climatebase.ru (extremes) |                     |                     |                     |                     |                     |                     |                     |                     |                     |                     |                     |                     |                     |

## Демографія
Згідно з переписом 2010 року, у місті мешкало 15 427 осіб у 6567 домогосподарствах у складі 3555 родин. Густота населення становила 463 особи/км².  Було 6983 помешкання (209/км²).
Расовий склад населення:
| - 94,6 % — білих - 1,8 % — корінних американців - 0,8 % — чорних або афроамериканців - 0,6 % — азіатів - 0,1 % — вихідців з тихоокеанських островів |

До двох чи більше рас належало 1,4 %. Частка іспаномовних становила 2,1 % від усіх жителів.
За віковим діапазоном населення розподілялося таким чином: 19,7 % — особи молодші 18 років, 63,0 % — особи у віці 18—64 років, 17,3 % — особи у віці 65 років та старші. Медіана віку мешканця становила 39,9 року. На 100 осіб жіночої статі у місті припадало 101,0 чоловіків;  на 100 жінок у віці від 18 років та старших — 100,5 чоловіків також старших 18 років.
Середній дохід на одне домашнє господарство  становив 59 833 долари США (медіана — 48 362), а середній дохід на одну сім'ю — 77 378 доларів (медіана — 65 825). Медіана доходів становила 46 473 долари для чоловіків та 32 862 долари для жінок. За межею бідності перебувало 12,8 % осіб, у тому числі 21,4 % дітей у віці до 18 років та 11,0 % осіб у віці 65 років та старших.
Цивільне працевлаштоване населення становило 8113 осіб. Основні галузі зайнятості: освіта, охорона здоров'я та соціальна допомога — 29,6 %, виробництво — 11,6 %, роздрібна торгівля — 11,3 %.